# Chicopee (Massachusetts)
Chicopee (Wymowa:ˈtʃɪkəpi) – miasto w Stanach Zjednoczonych, w stanie Massachusetts, przy ujściu rzeki Chicopee do rzeki Connecticut. Około 54,6 tys. mieszkańców.

## Demografia
Początkowo dominującymi historycznie, byli imigranci z Polski i francuscy Kanadyjczycy, ale obecnie miasto zamieszkane jest przez ludzi wielu kultur, jednocześnie zachowując swój historyczny i etniczny urok.
W związku z polskim pochodzeniem mieszkańców Chicopee, dużo podmiotów gospodarczych polsko-amerykańskich ma swą siedzibę w Chicopee. Należą do nich między innymi Chicopee Provision Company, liczący się producent polskiej kiełbasy pod marką Blue Seal i Millie's Pierogi Company, producent tradycyjnych polskich pierogów.

## Gospodarka
W mieście rozwinął się przemysł elektrotechniczny, gumowy, chemiczny oraz włókienniczy. Ponadto produkuje się tutaj sprzęt sportowy.

## Festiwal
Chicopee organizuje coroczne święto kiełbasy w Fairfield Mall (obecnie Chicopee Crossing na Memorial Drive) od połowy lat 1990. Podczas festiwalu od wielu lat odbywa się konkurs na Największą kiełbasę na świecie (kilka razy kiełbasa z Chicopee przegrała z kiełbasą z Krakowa).

## Religia
- Parafia św. Antoniego z Padwy
- Parafia św. Stanisława Biskupa i Męczennika

W 1991 roku kościół św. Stanisława Biskupa i Męczennika przy Front Street został ogłoszony bazyliką mniejszą przez papieża Jana Pawła II.